# Немо 33

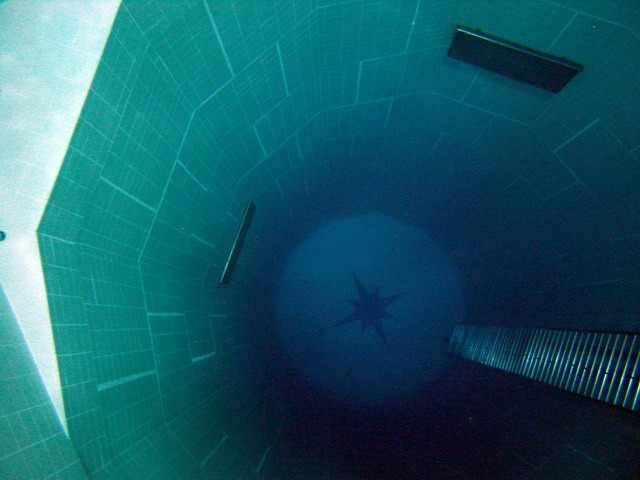
Глубина колодца — с двенадцатиэтажный дом

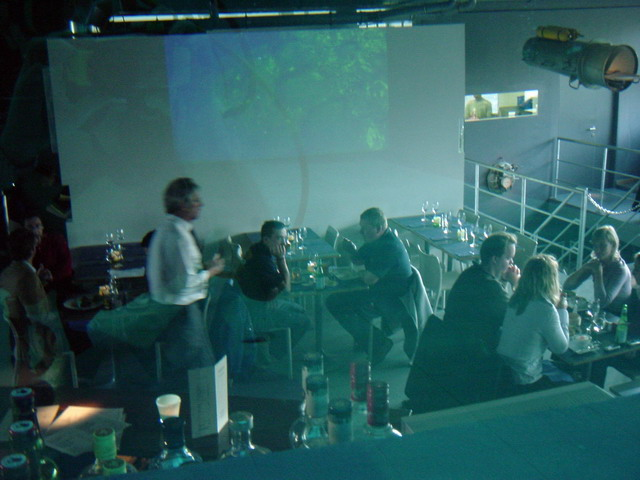
У самого дна сделаны иллюминаторы, сквозь которые виден бар

Немо 33 (англ. Nemo 33) — центр рекреационного подводного плавания в Уккеле (коммуна в составе Брюссельского столичного региона), Бельгия, в котором находится крытый плавательный бассейн, бывший до открытия бассейна Y-40 Deep Joy в Падуе самым глубоким в мире. Бассейн имеет две большие платформы (уступа) на глубине 5 и 10 м, несколько искусственных подводных пещер на глубине 10 метров и колодец округлой формы глубиной 34.5 метров. Ванна бассейна заполнена 2500 кубометрами нехлорированной пресной воды высокой степени очистки температурой 30 °C. В стенах есть многочисленные подводные окна, которые позволяют посетителям наблюдать снаружи за пловцами на различных глубинах. Комплекс был разработан бельгийским водолазом-экспертом Джоном Бирнаертсом для многоцелевого обучения подводному плаванию, отдыха и съёмок фильмов. Немо 33 был открыт в 2004 году.